# ヨハン・デ・ヴィット
ヨハン・デ・ヴィット（Johan de Wit、1979年7月14日 - ）はオランダ・アルクマール出身のスピードスケートの指導者。

## 人物
- 2014年にはソチオリンピックオランダ代表のコーチとして活躍、退任後は1年間ニューバランスのヘッドコーチを務めた[1]。
- 日本代表では2015年から2018年までナショナルチームオールラウンドチームヘッドコーチを、2018年から2022年までヘッドコーチを務めた[1]。ソチオリンピックのメダルがゼロになったことがきっかけで、従来のトレーニング方法を変え、2018年の平昌オリンピックでは高木菜那・高木美帆姉妹、小平奈緒の選手をメダル量産として出した。
- 2023年4月20日に優秀な指導者に贈られる「ミズノスポーツメントール賞」のゴールドに贈られた[2]。